# 阿克倫鎮區 (明尼蘇達州威爾金縣)
阿克倫鎮區（英語：Akron Township）是位於美國明尼蘇達州威爾金縣的一個行政鎮區。

## 地方資料
阿克倫鎮區的面積為91.71平方千米，當中陸地面積為91.65平方千米，而水域面積為0.05平方千米。根據2020年美國人口普查的數據，當地共有人口136人，而人口密度為每平方千米1.48人。